# 卡社群
卡社群（Takibakha）是台灣原住民民族布農族之五大社群中的一支。卡社群布農族分佈於台灣南投縣信義鄉地利村、雙龍村與潭南村一帶。

## 社群概況
目前卡社群人口有1200到1500人，能完全可以流利說卡群布農語的族人不多。